# Sufragio femenino

Mapa de aprobación según décadas del sufragio femenino universal, elaborado en base a los países con sufragio femenino.
Antes de 1910
1911-1920
1921-1930
1931-1940
1941-1950
1951-1960
1961-1970
1971-1980
Después de 1980
Sin elecciones

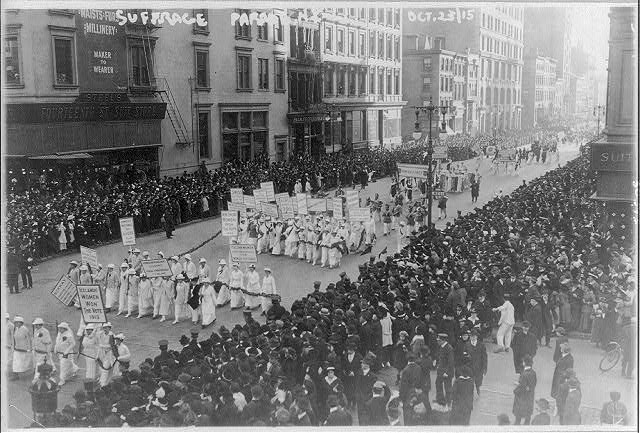
Sufragistas —Suffragists— en manifestación en Nueva York, 1915.

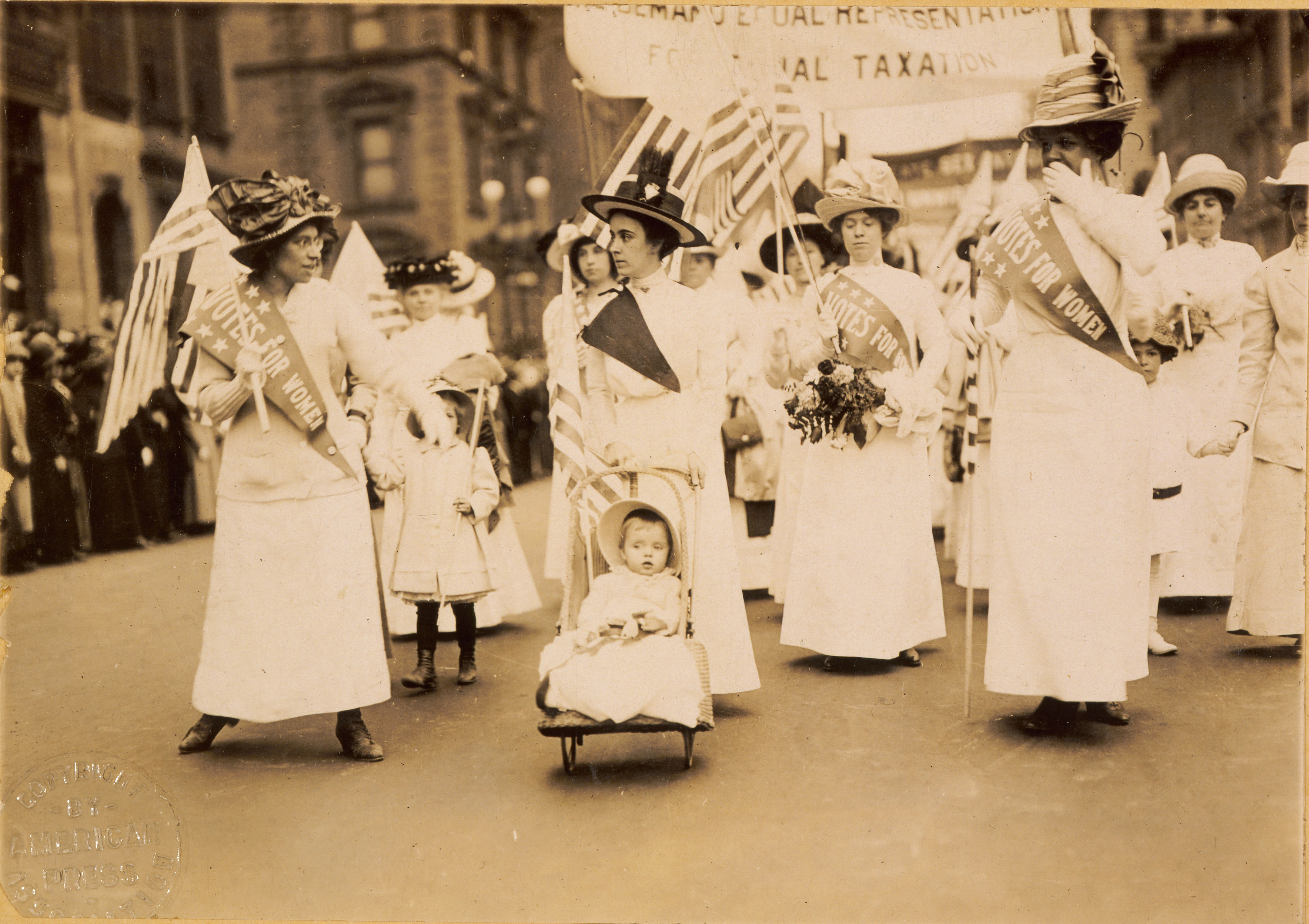
Manifestación de sufragistas en la ciudad de Nueva York, 1913.

El sufragio femenino o voto femenino hace referencia al derecho a votar y ser elegidas para desempeñar cargos públicos ejercido por las mujeres, así como a la lucha histórica sufragista por su reconocimiento como derecho político y constitucional, conocido también como sufragismo. Constituye un elemento esencial del sufragio universal y la democracia.
Aun teniendo en cuenta que en muchas culturas las mujeres contaban con derechos políticos o habían luchado por su reconocimiento con anterioridad al siglo XIX, la historiografía occidental suele considerar que el momento inicial del movimiento sufragista contemporáneo se sitúa en 1848, en Estados Unidos, con la Declaración de Sentimientos de Seneca Falls. 
Durante el siglo XX la mayoría de los países del mundo han reconocido el derecho de las mujeres a votar y ser votadas, pero aún hay países que no lo reconocen.

## El sufragio femenino como derecho humano universal
La legislación internacional reconoció el sufragio femenino a través de la Comisión de Derechos Humanos de las Naciones Unidas. En 1948, las Naciones Unidas aprobaron la Declaración Universal de los Derechos Humanos, cuyo artículo 21 declara:

1. Toda persona tiene derecho a participar en el gobierno de su país, directamente o por medio de representantes libremente, escogidos.
2. Toda persona tiene el derecho de acceso, en condiciones de igualdad, a las funciones públicas de su país.
3. La voluntad del pueblo es la base de la autoridad del poder público; esta voluntad se expresará mediante elecciones auténticas que habrán de celebrarse periódicamente, por sufragio universal e igual y por voto secreto u otro procedimiento equivalente que garantice la libertad del voto.

La Convención sobre los derechos políticos de la mujer (Convention on the Political Rights of Women) fue adoptada por la Asamblea General de las Naciones Unidas en la resolución 640 (VII), de 20 de diciembre de 1952 y entró en vigor el 7 de julio de 1954, basándose en el artículo 21 de la Declaración Universal de Derechos Humanos, y explicitando el derecho de las mujeres al voto y su acceso a cargos públicos. En su Artículo I, la convención dispone:

Las mujeres tendrán derecho a votar en todas las elecciones en igualdad de condiciones que los hombres, sin discriminación alguna.

## Movimiento sufragista
El momento fundacional del sufragismo en EE. UU. se sitúa históricamente en 1848 con la Declaración de Sentimientos de Seneca Falls.
El movimiento internacional por la reivindicación del derecho al sufragio femenino es alentado y desarrollado por las mujeres sufragistas. Es un movimiento reformista social, económico y político que promovía la extensión del sufragio (el derecho a votar) a las mujeres, abogando inicialmente por el «sufragio igual» (abolición de la diferencia de capacidad de votación por género) en lugar del actual «sufragio universal» (abolición de la discriminación debida principalmente a la raza), ya que este último, en los comienzos de la reivindicación del sufragio femenino fue considerado demasiado revolucionario.

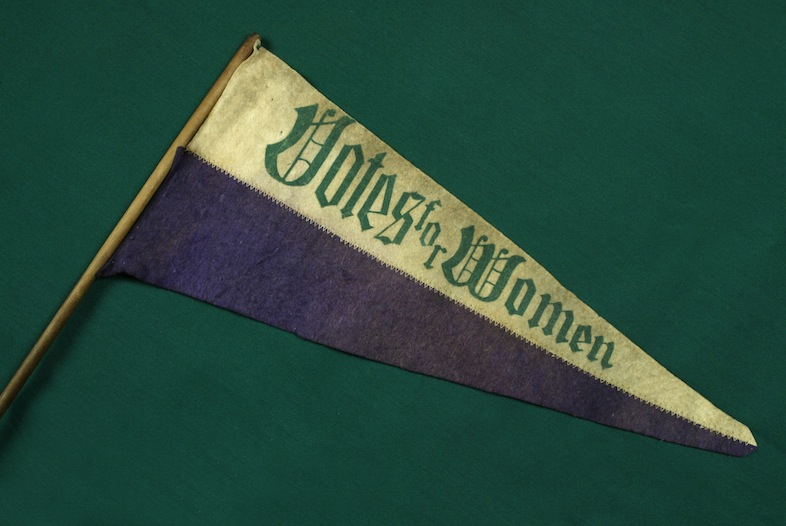
"Votes for women" ("Votos para las mujeres"). Banderín de la colección del Museo de los Niños de Indianápolis. Los manifestantes llevaban banderines como este por todo Estados Unidos mientras reclamaban el derecho al voto a principios del ”.

Las sufragistas son miembros de diferentes asociaciones con el mismo objetivo, pero usando diferentes tácticas; por ejemplo, las sufragistas británicas se caracterizaban por un tipo de defensa más combativa. Algunas sufragistas destacadas fueron Emily Davison, Emmeline Pankhurst, Carmen Karr, entre otras. En 1904 se fundó en Berlín por Carrie Chapman Catt, Millicent Fawcett y otras feministas la Alianza Internacional de Mujeres que reivindicaba el sufragio femenino. En otros países el sufragio femenino se logró desde las instituciones del estado mediante leyes que fueron impulsadas directamente por mujeres en la política como el caso de España con Clara Campoamor, Argentina con Alicia Moreau de Justo y Eva Duarte de Perón o México con Elvia Carrillo Puerto.
Los principales objetivos del movimiento feminista evolucionaron a partir del movimiento sufragista, pasaron de reivindicar el voto femenino y la igualdad ante la ley a buscar objetivos más "palpables" fuera del marco legal distanciándose cada vez más del movimiento sufragista entendido inicialmente como una propuesta liberal de igualdad ante la ley. 
El feminismo incrementó sus objetivos incluyendo los siguientes: la incorporación de la mujer al trabajo durante la Primera Guerra Mundial, derecho de voto, la mejora de la educación, la capacitación profesional, la apertura de nuevos horizontes laborales y la equiparación de sexos en la familia como medio de evitar la subordinación de la mujer y la doble moral sexual. La gran novedad vino de la amplia movilización colectiva que supo dirigir el movimiento sufragista en determinados países.

## Cronología histórica de la aprobación del voto femenino

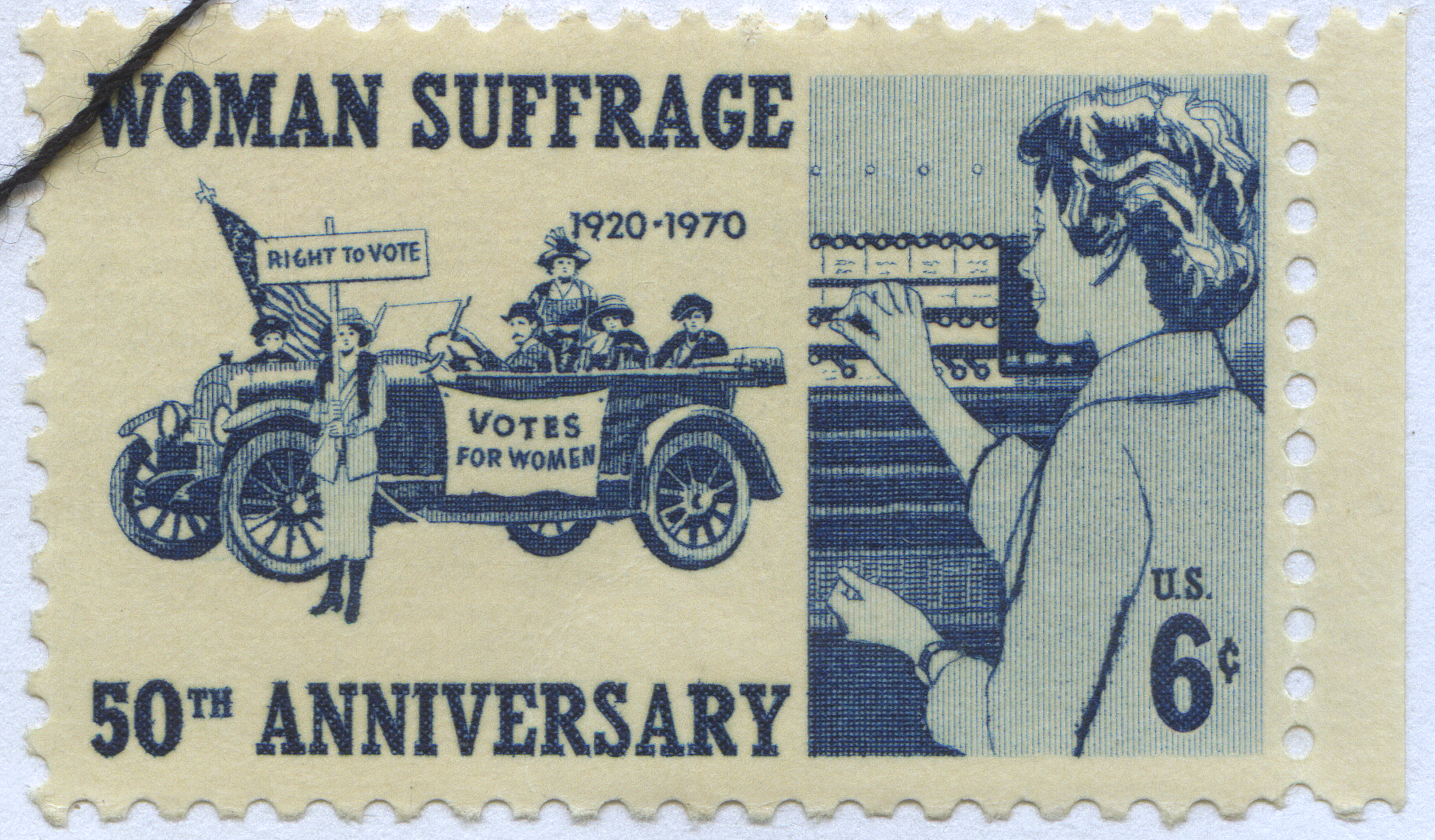
Sello de 1970 celebrando el 50.º aniversario del voto femenino en los Estados Unidos

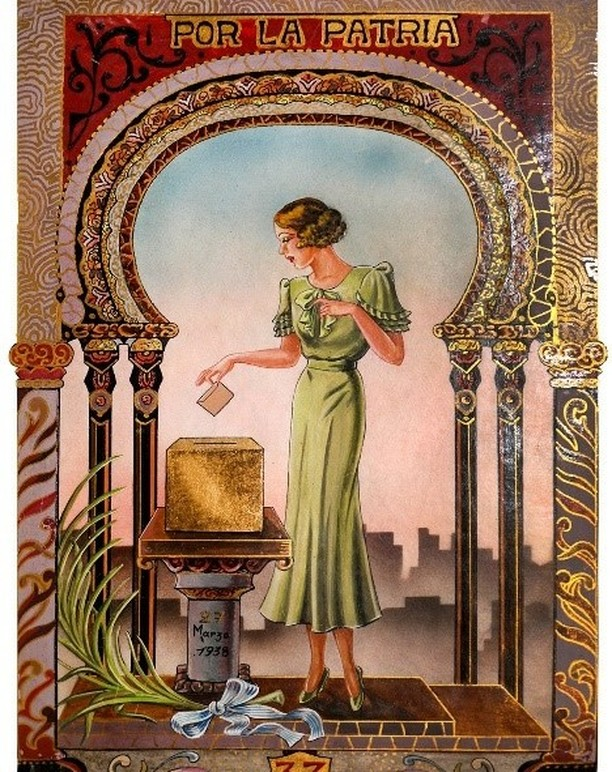
Afiche conmemorativo del sufragio femenino en Uruguay.

El sufragio femenino ha sido aprobado (y revocado) varias veces en distintos países del mundo. En algunos países como Estados Unidos o Sudáfrica el sufragio femenino se ha autorizado antes que el sufragio universal; así, una vez concedido este a los hombres y mujeres de origen  caucásico, aún se les seguía negando el derecho a votar a hombres y mujeres de otras etnias. No obstante, en la mayoría de países el sufragio femenino ha sido el que ha llevado al universal.
- En 1776 en Nueva Jersey se autorizó accidentalmente el primer sufragio femenino (se usó la palabra «personas» en vez de «hombres»), pero se abolió en 1807.
- En 1838 se aprobó el sufragio femenino (con las mismas características propias que el masculino) en las islas Pitcairn (territorio británico de ultramar).
- En 1853 la Provincia de Vélez (sur del actual Departamento de Santander, Colombia) concedió el voto a las mujeres, aunque la norma fue derogada por la Corte Suprema porque "violaba el orden nacional".[10][11]
- En la segunda mitad del siglo XIX, varios países y estados reconocieron un tipo de sufragio femenino restringido empezando por Australia del Sur en 1861.
- En 1869, el Territorio de Wyoming se convirtió en el primer estado de EE. UU. donde se instauró el «sufragio igual» (sin diferencias de género) aunque no el sufragio universal (no podían votar hombres ni mujeres de piel oscura).
- En 1893 se aprobó en Nueva Zelanda el primer sufragio femenino sin restricciones, gracias al movimiento liderado por Kate Sheppard. De todos modos a las mujeres solo se les permitía votar, pero no presentarse a elecciones. Las boletas femeninas de votación se adoptaron apenas semanas antes de las elecciones generales. Solo desde 1919 las neozelandesas obtuvieron el derecho a ser elegidas para un cargo político.
- El primer estado australiano en ofrecer el sufragio universal (y también permitir a las mujeres presentarse a elecciones para el parlamento) fue Australia del Sur en 1902 (según otros en 1894) y Tasmania en 1903.
- En Europa las mujeres pudieron ejercer su derecho a voto por primera vez en Finlandia (entonces una región del Imperio ruso), en 1907,[12][13][14] llegando a ocupar incluso escaños en el parlamento (primer caso en el mundo). Le siguieron pocos años después Noruega y Suecia.
- En 1917, tras la Revolución de Febrero en Rusia, a pesar de la aprehensión inicial contra el derecho de las mujeres a votar en la elección de la Asamblea Constituyente, la Liga para la Igualdad de las Mujeres y otras sufragistas se unieron durante el año de 1917 por el derecho al voto. Después de mucha presión (incluyendo una marcha de 40 000 personas contra el Palacio Táuride), el 20 de julio de 1917 el Gobierno Provisional concedió el derecho de voto a las mujeres.[15]
- En 1917 se aprueba por plebiscito la primera reforma de la Constitución del Uruguay que introduce el sufragio universal. En 1927 vota la mujer por primera vez en el Plebiscito de Cerro Chato.[16]
- En 1920 se aprueba la Decimonovena Enmienda a la Constitución de los Estados Unidos, que estipula que ni los estados de los Estados Unidos de América ni el gobierno federal puede denegarle a un ciudadano el derecho de voto a causa de su sexo.[17]
- En 1924, la doctora Matilde Hidalgo solicitó votar en las elecciones legislativas de 1924 en Ecuador. La solicitud fue aceptada por el Consejo de Estado, convirtiéndola a su vez en la primera mujer de América Latina en votar en una elección nacional.[18][19]
- En 1931 fue reconocido en España el derecho al voto de las mujeres en la Constitución de 1931, y la primera vez que pudieron ejercer ese derecho fue en las elecciones generales de noviembre de 1933. La dictadura de Franco anuló las elecciones libres y con ello, obviamente, tanto el sufragio masculino como el femenino. Posteriormente restauró ambos y así en el referéndum de 1966 se indicó que eran electores «todos los ciudadanos españoles mayores de veintiún años, sin distinción de sexo».[20] Posteriormente, en las elecciones para lo que llamaron «representación familiar en las cortes» se señalaba en el artículo cuarto de la convocatoria que «son electores los cabezas de familia y mujeres casadas». Los votos libres tanto femenino como masculino se volvieron a ejercer en 1976 durante la Transición Española.[21]
- Los últimos territorios europeos que otorgaron a las mujeres el derecho a votar fueron Liechtenstein en 1984 y el cantón suizo de Appenzell Rodas Exteriores a nivel local en 1990.[22]

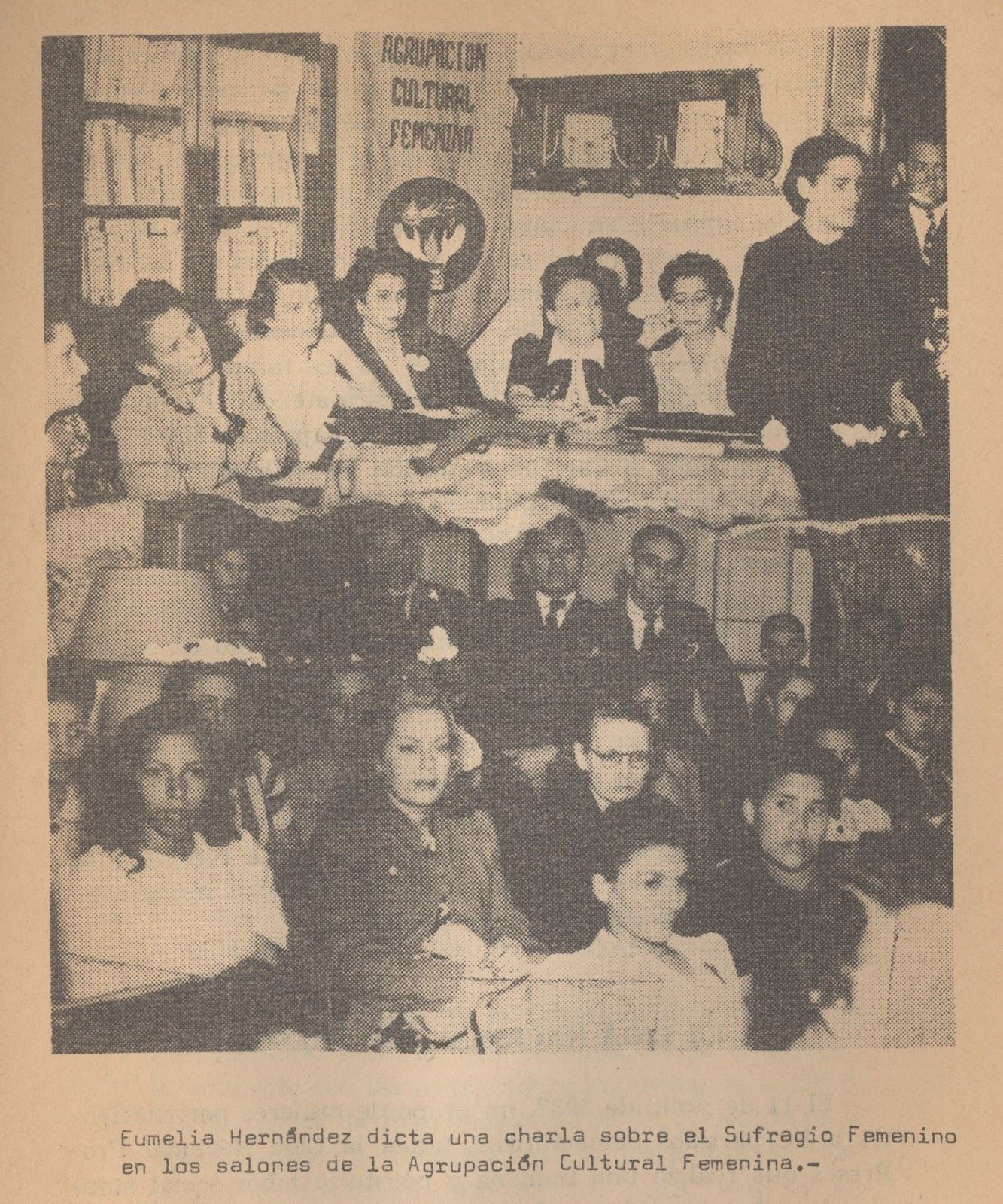
Charla sobre el sufragio femenino en los salones de la Agrupación Cultural Femenina

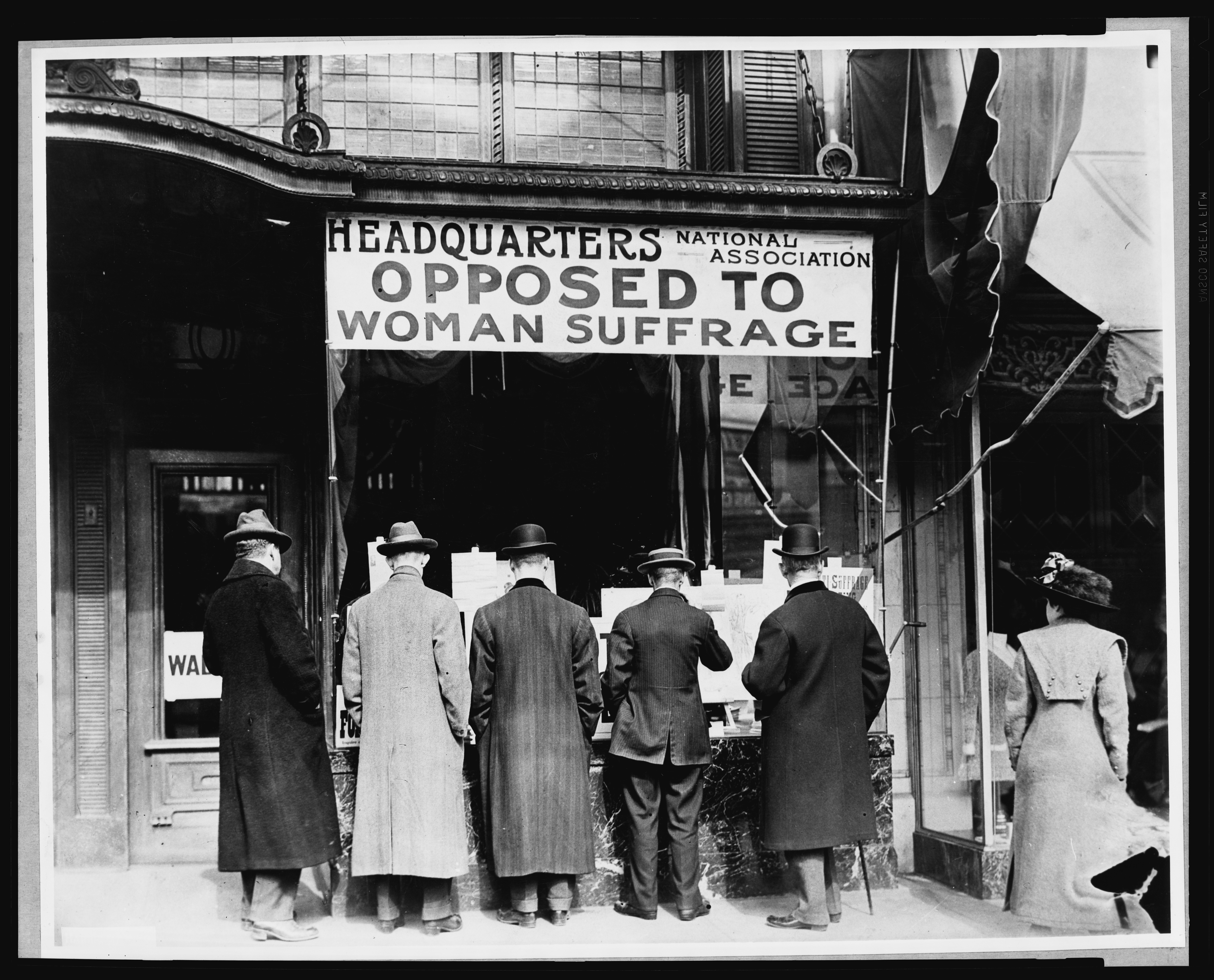
Anisufragistas en Estados Unidos.

## Lista comparativa de estados con sufragio femenino
Por orden de aprobación:
| Estados                                    | Derecho masculino al voto en elecciones nacionales | Voto de las mujeres en igualdad con los varones                                                      |
| ------------------------------------------ | -------------------------------------------------- | --- |
| Nueva Zelanda                              | 1879                                               | 1893                                                                                                 |
| Australia                                  | 1901                                               | 1902                                                                                                 |
| Finlandia                                  | 1906                                               | 1906                                                                                                 |
| Noruega                                    | 1898                                               | 1913                                                                                                 |
| Dinamarca                                  | 1920                                               | 1915 (desde 1908 podían votar las mujeres de más de 25 años y que pagaban impuestos)                 |
| Irlanda                                    | ?                                                  | 1918                                                                                                 |
| Polonia                                    | ?                                                  | 1918                                                                                                 |
| Georgia                                    | ?                                                  | 1918                                                                                                 |
| Rusia                                      | 1918                                               | 1918                                                                                                 |
| Islandia                                   | ?                                                  | 1919                                                                                                 |
| Luxemburgo                                 | ?                                                  | 1919                                                                                                 |
| Bélgica                                    | ?                                                  | 1919                                                                                                 |
| Alemania                                   | 1867                                               | 1919                                                                                                 |
| Suecia                                     | 1909                                               | 1919                                                                                                 |
| Países Bajos                               | 1917                                               | 1919                                                                                                 |
| Albania                                    | ?                                                  | 1920                                                                                                 |
| Austria                                    | ?                                                  | 1920                                                                                                 |
| Hungría                                    | ?                                                  | 1920                                                                                                 |
| Checoslovaquia                             | 1920                                               | 1920                                                                                                 |
| Reino Unido                                | 1918                                               | 1928 (desde 1918 podían votar las mujeres mayores de 30 años)                                        |
| Ecuador                                    | ?                                                  | 1929                                                                                                 |
| España                                     | 1869                                               | 1931                                                                                                 |
| Uruguay                                    | 1917/1927                                          | 1938                                                                                                 |
| Cuba                                       | ?                                                  | 1934                                                                                                 |
| Turquía                                    | 1876                                               | 1934 (desdel 20 de marzo de 1930 en elecciones municipales)                                          |
| Filipinas                                  | 1936                                               | 1937 (obtenido el 1935 con un referndum, 95% a favor)                                                |
| El Salvador (limitado)                     | ?                                                  | 1939                                                                                                 |
| Canadá                                     | 1920                                               | 1940 (en Quebec. De 1916 a 1922 en el resto del país)                                                |
| República Dominicana                       | ?                                                  | 1942                                                                                                 |
| Jamaica                                    | ?                                                  | 1944                                                                                                 |
| Francia                                    | 1848                                               | 1944                                                                                                 |
| Guatemala (limitado)                       | ?                                                  | 1945                                                                                                 |
| Panamá                                     | ?                                                  | 1945                                                                                                 |
| Italia                                     | 1919                                               | 1945                                                                                                 |
| Trinidad y Tobago                          | ?                                                  | 1946                                                                                                 |
| Japón                                      | 1925                                               | 1946                                                                                                 |
| Bulgaria                                   | ?                                                  | 1947                                                                                                 |
| República Federal Socialista de Yugoslavia | ?                                                  | 1947                                                                                                 |
| Argentina                                  | 1912                                               | 1947                                                                                                 |
| Venezuela                                  | 1946                                               | 1947                                                                                                 |
| Surinam                                    | ?                                                  | 1948                                                                                                 |
| Rumanía                                    | ?                                                  | 1948                                                                                                 |
| Bélgica                                    | 1920                                               | 1948 (desde 1920 las mujeres podían votar en las elecciones municipales)                             |
| Chile                                      | ?                                                  | 1949                                                                                                 |
| Costa Rica                                 | ?                                                  | 1949                                                                                                 |
| Barbados                                   | ?                                                  | 1950                                                                                                 |
| Haití                                      | ?                                                  | 1950                                                                                                 |
| Antigua y Barbuda                          | ?                                                  | 1951                                                                                                 |
| Dominica                                   | ?                                                  | 1951                                                                                                 |
| Grenada                                    | ?                                                  | 1951                                                                                                 |
| Saint Vincent y las Granadinas             | ?                                                  | 1951                                                                                                 |
| Santa Lucía                                | ?                                                  | 1951                                                                                                 |
| Bolivia                                    | ?                                                  | 1952                                                                                                 |
| Grecia                                     | ?                                                  | 1952                                                                                                 |
| Saint Kitts y Nevis                        | ?                                                  | 1952                                                                                                 |
| India                                      | 1950                                               | 1952                                                                                                 |
| Guyana                                     | ?                                                  | 1953                                                                                                 |
| México                                     | 1909                                               | 1953                                                                                                 |
| Pakistán                                   | ?                                                  | 1954                                                                                                 |
| Siria                                      | ?                                                  | 1954                                                                                                 |
| Honduras                                   | ?                                                  | 1955                                                                                                 |
| Nicaragua                                  | ?                                                  | 1955                                                                                                 |
| Perú                                       | ?                                                  | 1955                                                                                                 |
| Costa de Marfil                            | ?                                                  | 1955                                                                                                 |
| Vietnam                                    | ?                                                  | 1955                                                                                                 |
| Egipto                                     | ?                                                  | 1955                                                                                                 |
| Túnez                                      | ?                                                  | 1956                                                                                                 |
| Líbano                                     | 1908                                               | 1957. Desde 1952 hasta 1957, para las mujeres se requería una prueba educativa, para los varones no. |
| Colombia                                   |                                                    | 1957                                                                                                 |
| Paraguay                                   | ?                                                  | 1961                                                                                                 |
| Brasil                                     | 1889                                               | 1961                                                                                                 |
| Bahamas                                    | ?                                                  | 1962                                                                                                 |
| Mónaco                                     | ?                                                  | 1962                                                                                                 |
| Irán                                       | ?                                                  | 1963                                                                                                 |
| Kenia                                      | ?                                                  | 1963                                                                                                 |
| Belize                                     | ?                                                  | 1964                                                                                                 |
| EUA                                        | 1870                                               | 1965 (desde 1920 podían votar solo las mujeres de color blanco)                                      |
| Andorra                                    | 1933                                               | 1970                                                                                                 |
| Suiza                                      | 1848                                               | 1971                                                                                                 |
| Portugal                                   | ?                                                  | 1971 (desde 1931 podían votar las mujeres que tuviesen aprobada la escuela secundaria completa)      |
| Liechtenstein                              | ?                                                  | 1984                                                                                                 |
| África central                             | ?                                                  | 1986                                                                                                 |
| Djibouti                                   | ?                                                  | 1986                                                                                                 |
| Samoa                                      | ?                                                  | 1990                                                                                                 |
| Sudáfrica                                  | 1994                                               | 1994 (desde 1930 podían votar solo las mujeres de color blanco)                                      |
| Afganistán                                 | ?                                                  | 2003                                                                                                 |
| Kuwait                                     | ?                                                  | 2006                                                                                                 |